# Matteo Cressoni

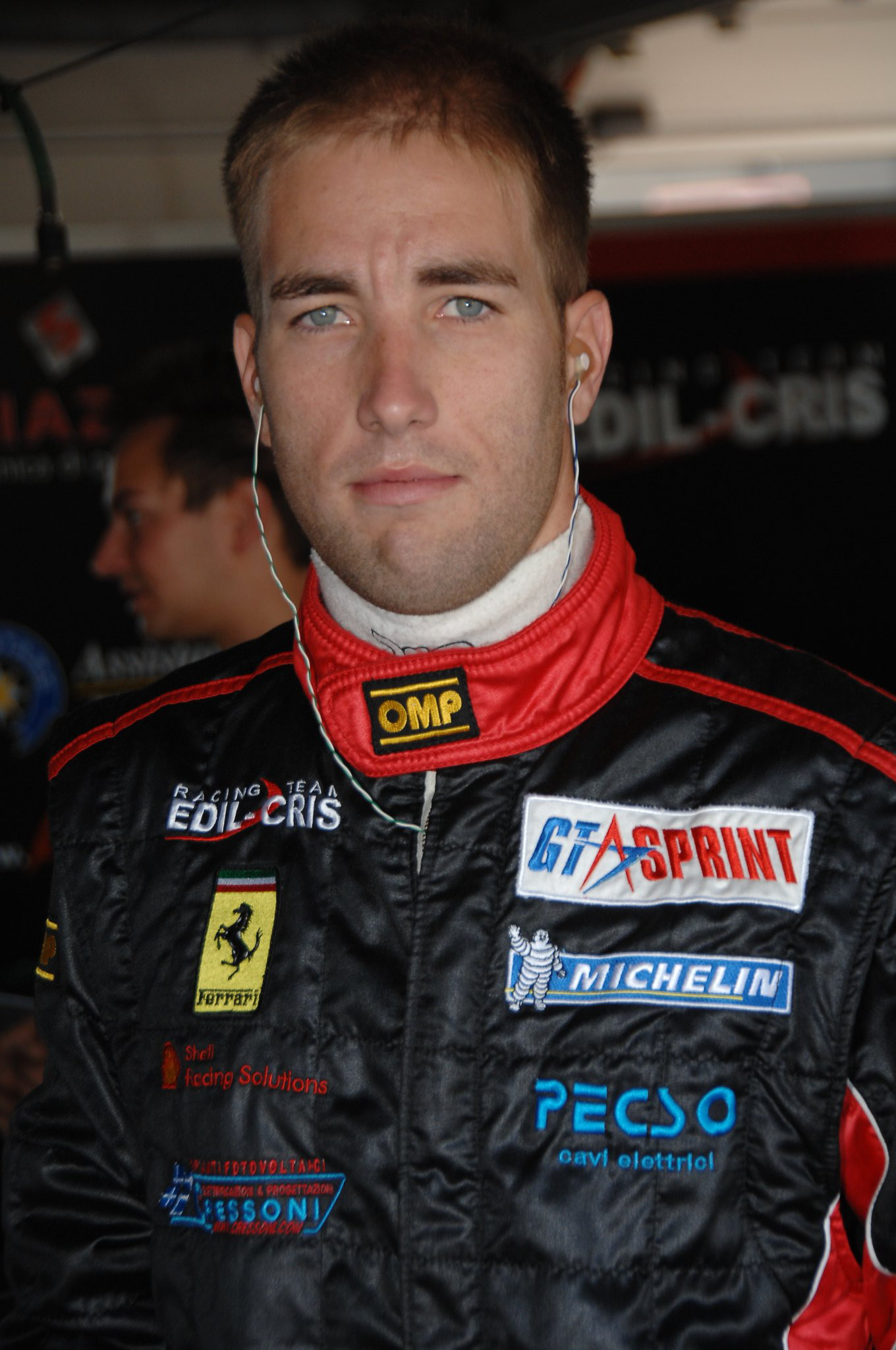
Matteo Cressoni 2011

Matteo Cressoni (* 28. Oktober 1984 in Volta Mantovana) ist ein italienischer Autorennfahrer.

## Karriere als Rennfahrer
Nach seinen Teenagerjahren, die er neben der Schulausbildung im Kartsport verbracht hatte, startete Matteo Cressoni seine professionelle Fahrerkarriere 2001 in der italienischen Formel-Renault-Meisterschaft. Sein erster Meisterschaftserfolg gelang ihm 2004 mit dem Gesamtsieg in der Italienischen Formel-3-Meisterschaft. Cressoni beendete die Meisterschaft punktgleich mit Toni Vilander und gewann den Titel, weil er mehr Einzelsiege eingefahren hatte. Die erfolgreiche Monopostozeit endete 2006 mit dem achten Rang im Schlussklassement der italienischen Formel-3000-Meisterschaft.
Bereits während seiner Einsitzerphase begann Matteo Cressoni GT-Rennen zu fahren. Nach dem zweiten Rang in der GT1-Klasse der Le Mans Series 2005 im Ferrari 550 GTS Maranello der BMS Scuderia Italia entwickelte er sich den Folgejahren zu einem der bekanntesten italienischen GT-Fahrer. Er startete in vielen europäischen GT-Serien und fuhr unter anderem in der International GT Open und der FIA-Langstrecken-Weltmeisterschaft. 2015 gab er sein Debüt beim 24-Stunden-Rennen von Le Mans, wo der 27. Rang 2021 seine bisher beste Platzierung im Schlussklassement war.

## Statistik

### Le-Mans-Ergebnisse
| Jahr | Team              | Fahrzeug                      | Teamkollege          | Teamkollege        | Platzierung | Ausfallgrund    |
| ---- | ----------------- | ----------------------------- | -------------------- | ------------------ | ----------- | --------------- |
| 2015 | AF Corse          | Ferrari 458 Italia GT2        | Peter Ashley Mann    | Raffaele Giammaria | Rang 31     |                 |
| 2019 | Clearwater Racing | Ferrari 488 GTE               | Luís Pérez Companc   | Matt Griffin       | Rang 37     |                 |
| 2020 | Iron Lynx         | Ferrari 488 GTE Evo           | Rino Mastronardi     | Andrea Piccini     | Ausfall     | Motor überhitzt |
| 2021 | Iron Lynx         | Ferrari 488 GTE Evo           | Rino Mastronardi     | Callum Ilott       | Rang 27     |                 |
| 2022 | Iron Lynx         | Ferrari 488 GTE Evo           | Giancarlo Fisichella | Richard Heistand   | Rang 46     |                 |
| 2023 | Iron Lynx         | Porsche 911 RSR-19            | Alessio Picariello   | Claudio Schiavoni  | Ausfall     | Unfall          |
| 2024 | Iron Lynx         | Lamborghini Huracán GT3 Evo 2 | Franck Perera        | Claudio Schiavoni  | Rang 44     |                 |

### Sebring-Ergebnisse
| Jahr | Team               | Fahrzeug                      | Teamkollege        | Teamkollege       | Platzierung | Ausfallgrund |
| ---- | ------------------ | ----------------------------- | ------------------ | ----------------- | ----------- | ------------ |
| 2016 | Spirit of Race     | Ferrari 458 Italia            | Raffaele Giammaria | Peter Ashley Mann | Rang 29     |              |
| 2017 | Scuderia Corsa     | Ferrari 488 GT3               | Alessandro Balzan  | Christina Nielsen | Rang 17     |              |
| 2024 | Iron Lynx          | Lamborghini Huracán GT3 Evo 2 | Leonardo Pulcini   | Claudio Schiavoni | Rang 25     |              |
| 2025 | Proton Competition | Porsche 911 GT3 R (992)       | Richard Lietz      | Claudio Schiavoni | Rang 26     |              |

### Einzelergebnisse in der FIA-Langstrecken-Weltmeisterschaft
| Saison  | Team                | Rennwagen               | 1   | 2   | 3   | 4   | 5   | 6   | 7   | 8   |
| ------- | ------------------- | ----------------------- | --- | --- | --- | --- | --- | --- | --- | --- |
| 2014    | 8 Stars Motorsports | Ferrari 458 Italia      | SIL | SPA | LEM | AUS | FUJ | SHA | BAH | SAO |
| 2014    | 8 Stars Motorsports | Ferrari 458 Italia      |     |     |     |     |     | 22  | 22  | DNF |
| 2015    | AF Corse            | Ferrari 458 Italia      | SIL | SPA | LEM | NÜR | AUS | FUJ | SHA | BAH |
| 2015    | AF Corse            | Ferrari 458 Italia      |     |     | 31  |     |     |     |     | 29  |
| 2018/19 | Clearwater Racing   | Ferrari 488 GTE         | SPA | LEM | SIL | FUJ | SHA | SEB | SPA | LEM |
| 2018/19 | Clearwater Racing   | Ferrari 488 GTE         |     |     |     |     |     |     | 27  | 37  |
| 2019/20 | Iron Lynx           | Ferrari 488 GTE         | SIL | FUJ | SHA | BAH | AUS | SPA | LEM | BAH |
| 2019/20 | Iron Lynx           | Ferrari 488 GTE         |     |     |     | DNF |     |     |     |     |
| 2021    | Iron Lynx           | Ferrari 488 GTE         | SPA | POR | MON | LEM | BAH | BAH |     |     |
| 2021    | Iron Lynx           | Ferrari 488 GTE         | 28  | 23  | DNF | 27  | 29  | 24  |     |     |
| 2022    | Iron Lynx           | Ferrari 488 GTE         | SEB | SPA | LEM | MON | FUJ | BAH |     |     |
| 2022    | Iron Lynx           | Ferrari 488 GTE         | 29  | 28  | 46  | 25  | 33  | 31  |     |     |
| 2023    | Iron Lynx           | Ferrari 488 GTE         | SEB | POR | SPA | LEM | MON | FUJ | BAH |     |
| 2023    | Iron Lynx           | Ferrari 488 GTE         | 22  | 32  | 30  | DNF | 23  | 33  | DNF |     |
| 2024    | Iron Lynx           | Lamborghini Huracán GT3 | KAT | IMO | SPA | LEM | SAO | AUS | FUJ | BAH |
| 2024    | Iron Lynx           | Lamborghini Huracán GT3 | 27  | 30  | 18  | 44  | 32  | 27  | 25  | 18  |
| 2025    | Iron Lynx           | Mercedes-AMG GT3        | KAT | IMO | SPA | LEM | SAO | AUS | FUJ | BAH |
| 2025    | Iron Lynx           | Mercedes-AMG GT3        | DNF | 33  |     |     |     |     |     |     |